# Milyeringidae
Butidae — невелика родина риб ряду бичкоподібних (Gobiiformes). До складу родини входить два роди і 6 видів. За деякими авторами вони є підродиною у складі елеотрових (Eleotridae). Один із двох представників родини, Milyeringa, поширена у печерах Норт-Вест-Кейпу в Австралії. Другий рід, Typhleotris, поширений у підземних водах Мадагаскару. Це типові представники печерної фауни, в яких редуковані очі.

## Роди
До складу родини входять два роди:
- Milyeringa Whitley, 1945
- Typhleotris Petit, 1933